# Hausmusik

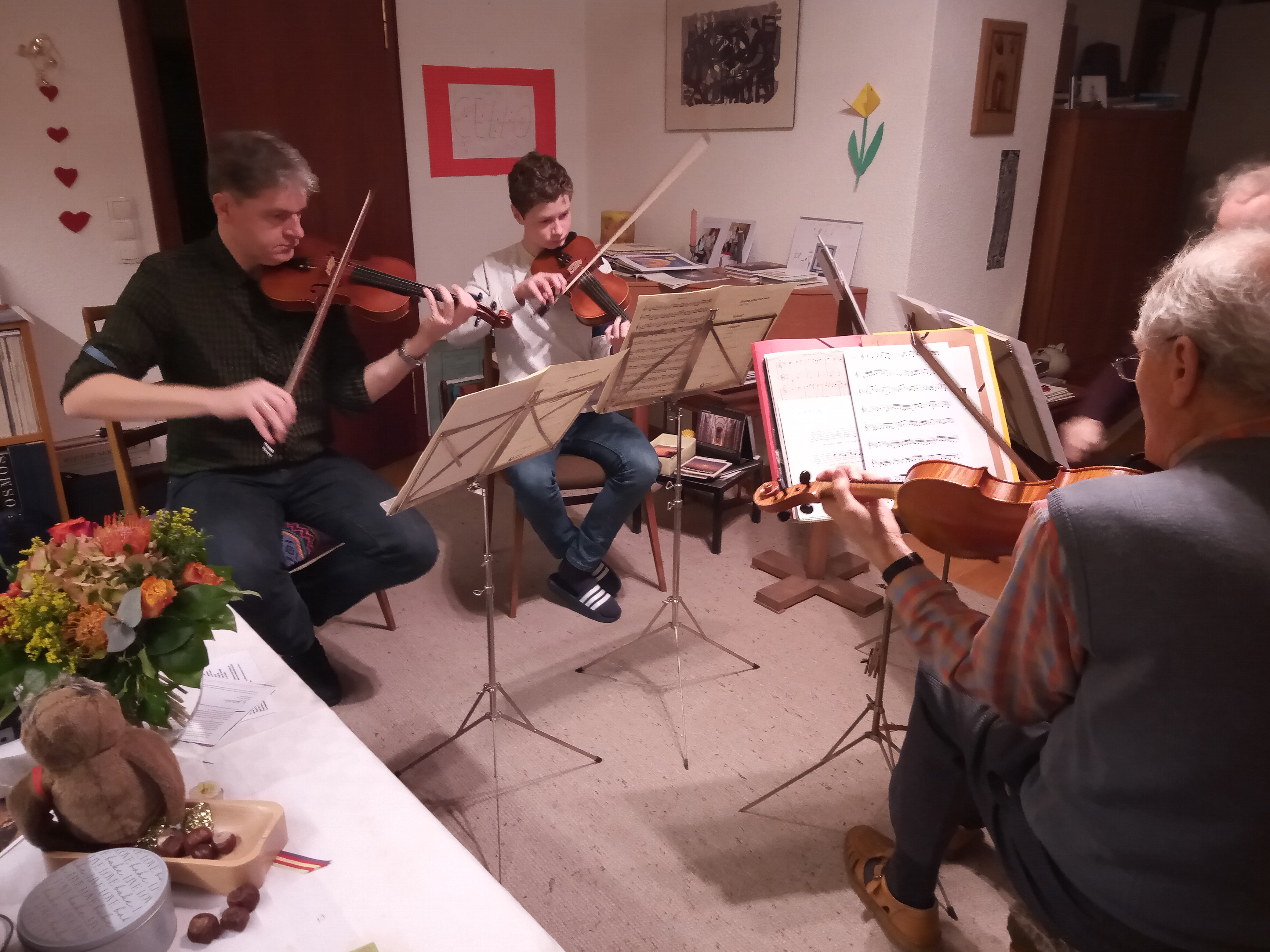
Hausmusik

Unter Hausmusik versteht man das Musizieren in der Familie, in der Schule und in anderen sozialen Gemeinschaften. Signifikant ist hierbei die musikalische Betätigung in einem nicht öffentlichen Rahmen.

## Geschichte

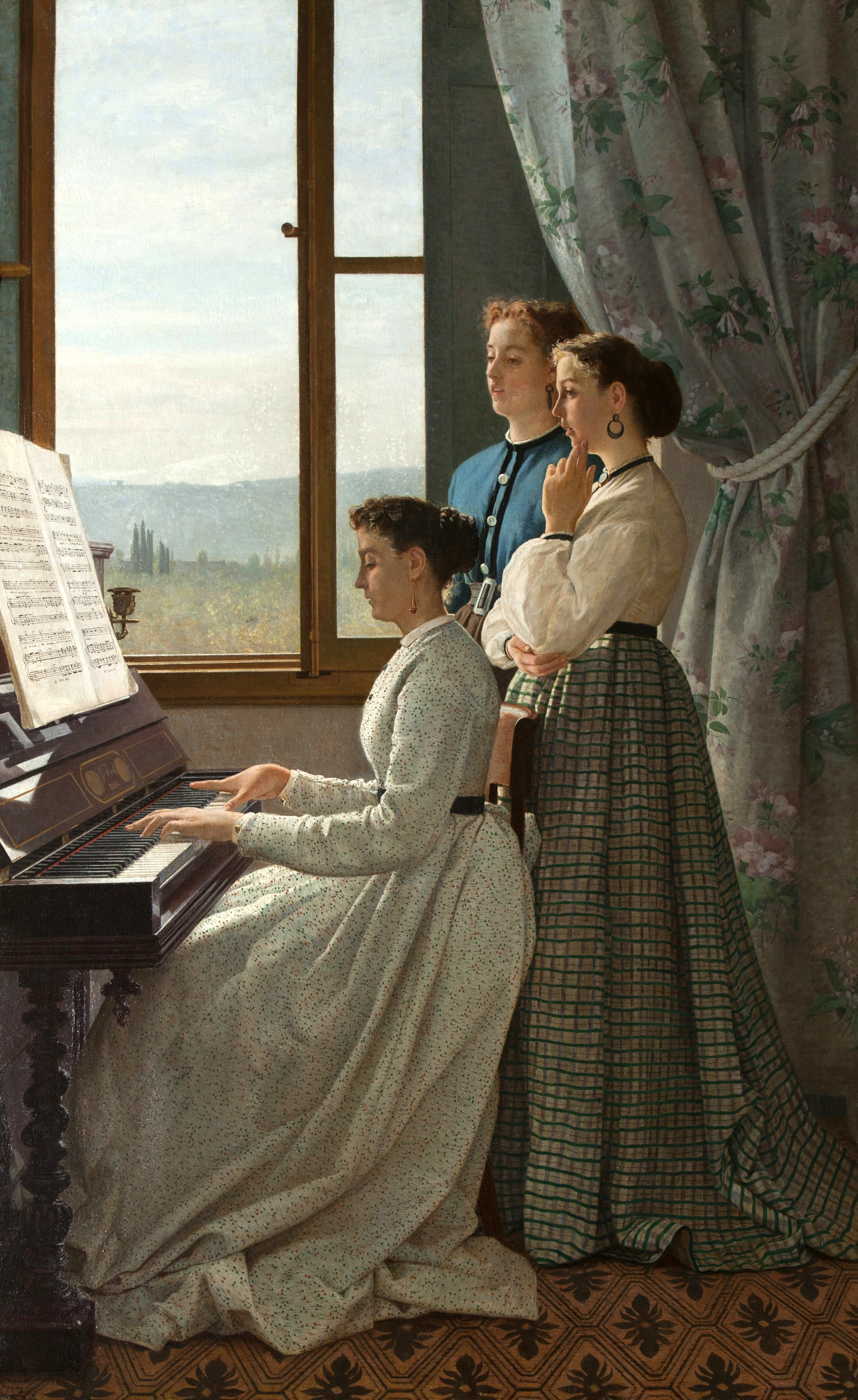
Drei Damen bei der Hausmusik, Gemälde von Silvestro Lega, 1868. Galleria Nazionale d’Arte Moderna di Palazzo Pitti, Florenz

Im Mittelalter entstanden aus dem gemeinsamen Singen nach getaner Arbeit die verschiedensten Volkslieder. Sie wurden mündlich weitergegeben. Durch die Volksliedsammlungen in der Romantik sind sie die ersten notierten Beispiele der Hausmusik.
In Wien war die Blütezeit der Hausmusik zu Beginn des 18. Jahrhunderts als eine neue Welle des Mäzenatentums, das Auswirkungen auf das musikalische Leben der Stadt hatte. Die adligen Kunstförderer luden immer wieder Musiker und Kapellen in ihre Schlösser ein, die dort meist vor einem ausgewählten Publikum neue Kompositionen darboten.
Während die weltliche Musik ursprünglich fast nur am kaiserlichen Hof gepflegt wurde (zum Beispiel durch die Gründung der Hofmusikkapelle durch Maximilian I. oder Opernaufführungen unter Leopold I. und Karl VI.), so ging die Musikliebe allmählich auf den hohen und niederen Adel über. So wirkten Haydn, Mozart und auch noch Beethoven unter ihren adligen Gönnern. Die charakteristische Blüte dieser engeren Verbindung der Künstler mit dem Adel ist vor allem die Kammermusik. Zu Anfang des 19. Jahrhunderts weitete sich diese Liebhaberei dann auch unter der bürgerlichen Schicht aus und erlebte ihren Höhepunkt im Biedermeier. Ein Kennzeichen dieser Hausmusik ist ihre leichte Spielbarkeit sowie eine kleine Besetzung. Wohlhabende Familien richteten je nach Möglichkeit auch ein Musikzimmer ein, in dem gemeinsam musiziert werden konnte, das mitunter aber auch für Auftritte professioneller Musiker diente.
Im 18. und 19. Jahrhundert gehörte es vor allem bei den Töchtern aus dem gehobenen europäischen Bürgertum zu den selbstverständlichen Anteilen einer guten Erziehung, eine musikalische Ausbildung genossen zu haben. Häufig waren hier Klavier- und Gesangsstunden angesetzt. Dies erhöhte für die Familie der Töchter die Chance auf eine erfolgreiche Verheiratung des Mädchens. Entsprechend anspruchsvoller wurde das durchschnittliche Niveau der Schülerinnen. Berufliche Ziele waren mit diesen Studien selten verbunden. Musikalische Karrieren von Frauen wie die von Clara Wieck, spätere Schumann, die sich auf die Beherrschung eines Instruments stützten, waren im 18. und 19. Jahrhundert die Ausnahme. Größere Selbständigkeit genossen die Sängerinnen, deren spezifische Stimmlagen in der Besetzung von zeitgenössischen Opern verlangt wurden.
Mit der Erfindung des Pianolas, der Schallplatte und folgenden Tonträgern sowie schließlich dem Aufkommen des Rundfunks ging nach und nach die Praxis der Hausmusik zurück. Jugendmusikbewegungen (beispielsweise der Wandervogel) und Schulmusik steuerten diesem Trend entgegen und förderten die Hausmusikpflege mit alter und neuer Spiel- und Singmusik. Studentenverbindungen hielten das traditionelle Liedgut ebenfalls lebendig. Das traditionelle gemeinsame Singen von Glückwunschliedern zum Geburtstag oder von Weihnachtsliedern in der Adventszeit hat sich weitgehend noch erhalten. Der Anspruch an die gemeinsame Musik ist allerdings seit dem 19. Jahrhundert stark gesunken.

## Gemeinsames Musizieren

### Musikinstrumente
Traditionelle Hausmusikinstrumente sind beispielsweise Klavier, Harmonium, Gitarre, Akkordeon, Blockflöte, Hackbrett und Zithern (etwa die Langeleik in Norwegen und die Citera in Ungarn). In neuerer Zeit kommen oft Rhythmusinstrumente,  z. B. Maracas, Eggshaker oder Schellenringe hinzu. 
Die Elektronik hat erst mit dem Keyboard Einzug in die Haushalte gefunden, obwohl es bereits erste Ansätze in den 1930er Jahren gab (Neo-Bechstein). Die E-Gitarre spielt in der Hausmusik bisher noch eine Nischenrolle, obwohl sie vor allem bei der jüngeren Generation immer beliebter wird. Gleiches gilt für das Schlagzeug.
Kennzeichnend für Hausmusik ist immer gewesen, dass die wenigen vorhandenen Instrumente zur Begleitung des Gesangs ausreichen mussten.

### Noten für die Hausmusik
Einfache Liederbücher bildeten die Grundlage für die Notation der heutigen Hausmusik. Auf seine Urfassung reduziert, genügte der Text zur Erinnerung an die mündlich tradierte oder aus den Medien bekannte Melodie. Für den Gitarristen oder Akkordeonisten wurden die darüberstehenden Akkordsymbole unerlässlich.
Musikverlage geben heute spezielle Editionen für die moderne Hausmusik aus, die schwierige Vorlagen in einfacher bearbeiteten Fassungen herausbringen, Kompositionen auf ihre Melodie und eine einfache Begleitung reduzieren oder in eine leichter singbare Tonart transponieren. Vor allem populäre Musik wird für den Hausgebrauch nachgedruckt und ediert.
Songs, die möglicherweise nie zuvor in Noten fixiert worden waren, sondern direkt auf einer Tonspur aufgenommen wurden, werden nach dem erfolgreichen Tonträger-Verkauf in schriftlicher Form gedruckt und veröffentlicht. Musicals werden dabei ebenso verwendet wie Popsongs und Rocksongs. Für den Hausgebrauch werden diese Noten meist in einer stark vereinfachten Form oft in mehr oder weniger umfangreichen Sammlungen eingegliedert. Diese enthalten je nach Ausgabe die Gesangsstimme, Akkordsymbole für Gitarristen sowie eine einfache Klavierbegleitung. Diese unterstützt den Gesang. In einigen Ausgaben ist die Gesangsstimme außerdem in den Klavierpart einbezogen.

## Wohnzimmer- und Atelierkonzerte

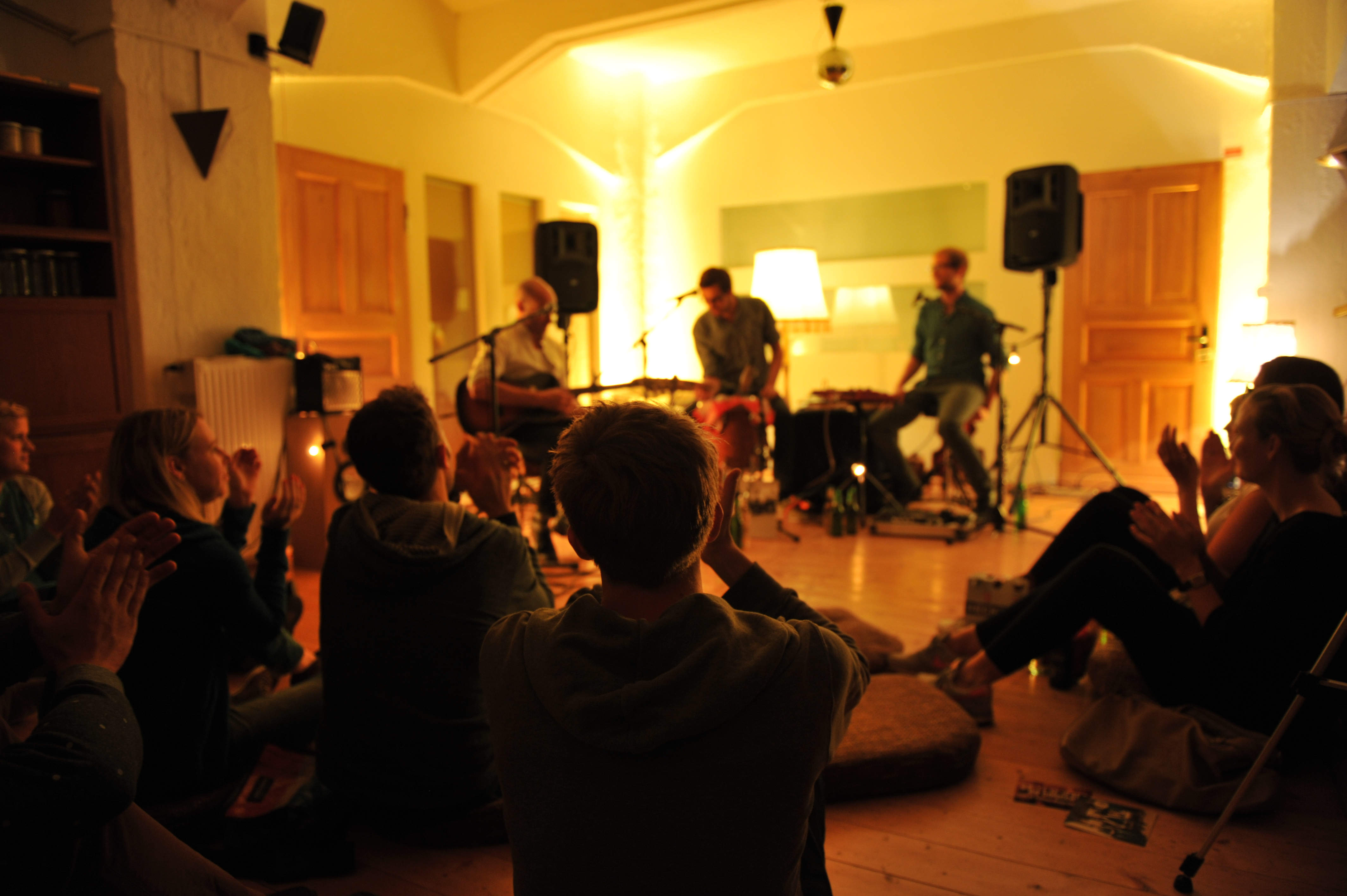
Wohnzimmerkonzert

Vor allem in Großstädten besteht ein Trend dazu, Konzerte („Gigs“) und andere Darbietungen im privaten Rahmen zu veranstalten. Der Veranstalter stellt als Gastgeber den Raum zur Verfügung, entscheidet über Rahmen und Programm und lädt die Künstler – typischerweise professionelle Musiker – und Teilnehmer ein. In vielen Fällen werden Getränke und Snacks oder ein Buffet bereitgestellt, und nach der Darbietung besteht ein Rahmen für Gespräche. Die Bezahlung erfolgt nach Absprache, häufig wird hierfür ein „Hut“ für die Künstler herumgereicht. Auch in Form eines „Salons“ – Veranstaltungen mit literarischen oder anderen kulturellen Darbietungen – werden Wohnzimmerkonzerte veranstaltet, etwa in der Ausrichtung auf Jazz.
Es haben sich einige kommerzielle Veranstalter bzw. Online-Plattformen etabliert, die auf die Organisation derartiger Konzerte ausgerichtet sind und u. a. den Kontakt zwischen Gastgebern und Musikern herstellen. Auch über Nachbarschaftsplattformen werden Wohnzimmerkonzerte organisiert.